# Landarzt Dr. Brock
Landarzt Dr. Brock war eine anfangs in Schwarz-Weiß und später in Farbe gedrehte Fernsehserie mit 26 Folgen zu je 25 Minuten unter der Regie von Ralph Lothar aus den Jahren 1967 bis 1969, die in einer Landarztpraxis in der Lüneburger Heide spielte.
Das Drehbuch schrieb Rolf Schulz.

## Vorspann
Der Vorspann stellt eine Besonderheit der Serie dar. Es wird jedes Mal zuerst eine Heidelandschaft und dann die Straße am Ortseingang vor Dr. Brocks Haus mit der Praxis gezeigt. Jedoch ist in jeder Folge eine andere Art des ländlichen Verkehr zu sehen. Als Beispiele: Das Treiben von Kühen, ein pferdegezogener Mähbinder, ein Leiterwagen mit Brennholz u. ä. Teilweise wird dies in die Handlung einbezogen. So öffnet sich in Folge 12 der Koffer des Gastarbeiters Giuseppe, der daraufhin, unter Aufsicht von Helene, seine Kleidung und Vorräte von der Straße sammeln muss. Zuletzt wird die Arzttafel von Dr. P. Brock gezeigt und der Schriftzug Landarzt darüber eingeblendet.

## Handlung
Der Bürgermeister Stahl des 500-Einwohner-Ortes Wingenfeld hat großes Glück, er kann den ehemaligen Chefarzt des Marien-Krankenhauses Dr. Brock als neuen Landarzt gewinnen. Dieser wechselt nach dem Tod seiner Frau aus persönlichen Gründen auf die Stelle. Zuerst stößt Dr. Brock auf Ablehnung der Bevölkerung. Seine vermeintlich neumodischen Methoden und die angebliche Tatsache, dass er wohl im städtischen Krankenhaus entlassen worden ist, schädigen seinen Ruf bei den Wingenfeldern.
Das anfängliche Misstrauen der Einwohner gegen den neuen Doktor schwindet, da der Arzt auch jenseits von medizinischen Notfällen gerne mit Rat und Tat zur Seite steht. An seinem ersten Abend schleppt er das Auto des örtlichen Krügers ab, als dieser sich fest gefahren hat, während er, aufgrund der Vorbehalte, einen Arzt in einem Nachbarort holen wollte. Der Arzt selbst kann auf die resolute Krankenschwester Helene bauen, die ihm als Sprechstundenhilfe unterstützt, sich um seinen Haushalt kümmert und auch sonst immer für ihn da ist.
Sein Betreuungsgebiet umfasst laut Bürgermeister Stahl fünf weitere Orte. Namentlich genannt werden: Herresbach, Braunsberg und Wolframshausen.
Bereits am ersten Tag schließt er Freundschaft mit Dr. Erika Wallner, der jungen Apothekerin im benachbarten Kronenburg. Obwohl die Freundschaft platonisch ist, kann Erika Wallner durchaus eifersüchtig reagieren, wenn sich Dr. Brock anderen Frauen zuwendet. Darüber hinaus hat die Gemeindesekretärin und Nichte des Bürgermeisters Susanne ein Faible für ihn.
Eine tiefe Freundschaft verbindet ihn mit dem Bürgermeister, mit welchem er immer wieder die Probleme der Gemeinde und der Bevölkerung löst. Er versteht sich auch gut mit dem Großvater von Susanne, Opa Stockmann und dem ehemaligen Hausierer Vater Baltruschat. Eberhard Wenzel baut ein Haus für sich und seine Braut Hertha Enders. Wegen Herzproblemen wird er ohnmächtig auf der Baustelle gefunden. Der Arzt unterstützt ihn einen neuen Beruf zu finden und organisiert mit Bürgermeister Stahl die Hilfe der Gemeinde. So wird auch die Hochzeit der beiden Brautleute unter der Führung von Vater Baltruschat von der Dorfgemeinschaft organisiert. Dr. Brock kann in letzter Minute die Mutter der Braut zum Teilnehmen bewegen. Ein gutes Verhältnis hat er auch zum Molkereibesitzer und Feuerwehrhauptmann von Herresbach, Josef Spökenstedt, dessen Werben um die attraktiven Witwe Lotte er unterstützt. Zu seinen Freunden und Patienten zählt auch Kurt Vielhaber, der Tierarzt der Gegend. Von ihm lässt er sich immer wieder zu abenteuerlichen Dingen überreden. So nimmt er sogar ein Pferd in seine Patientenkartei auf.
Als Dr. Brocks Antagonist steht ihm Herr Brammler gegenüber, welcher sich zuerst als unseriöser Heilpraktiker und später u. a. als Fallensteller betätigt. Darüber hinaus auch der Zuckerfabrikant Röhling aus Kronenburg, der mit der altruistischen Einstellung des Arztes nichts anfangen kann. Dessen Sohn Michael, anfangs eher als Playboy verrufen, unterstützt jedoch Dr. Brock gelegentlich, nicht zuletzt aus Zuneigung zur attraktiven Erika Wallner.

## Episodenliste
- 1. Starthilfe (5. August 1967)[1]
- 2. Dummheit ist schwer heilbar (12. August 1967)
- 3. Der verstockte Alte (19. August 1967)
- 4. Aushilfsschwester Inge (26. August 1967)
- 5. Sonntag mit Überraschungen (2. September 1967)
- 6. Seuchengefahr (9. September 1967)
- 7. Der Wundergreis (16. September 1967)
- 8. Der Außenseiter (23. September 1967)
- 9. Der Favorit (30. September 1967)
- 10. Enttäuschung (7. Oktober 1967)
- 11. Feueralarm (14. Oktober 1967)
- 12. Das Gerücht (21. Oktober 1967)
- 13. Die Entscheidung (28. Oktober 1967)
- 14. Der Geizkragen (4. November 1967)
- 15. Hochzeit in Wingenfeld (11. November 1967)
- 16. Der Bienenkönig (18. November 1967)
- 17. Ernteball (25. November 1967)
- 18. Hubertusjagd (2. Dezember 1967)
- 19. Das Findelkind (9. Dezember 1967) erste Folge in Farbe
- 20. Die Frau aus dem Orient (16. Dezember 1967)
- 21. Freizeitgestaltung (23. Dezember 1967)
- 22. Die Stiefmutter (30. Dezember 1967)
- 23. Die alte Mühle (12. Januar 1968)
- 24. Das Karussell (19. Januar 1968)
- 25. Automarder (26. Januar 1968)
- 26. Der Schatzsucher (2. Februar 1968)

## Drehorte
Die genannten Orte sind fiktiv. Als zuständige Kreisstadt wird Eberstein genannt. Gedreht wurde in und um Bendestorf in der Lüneburger Heide, ca. 30 km südlich von Hamburg. Der Ort Bendestorf ist nach dem Zweiten Weltkrieg durch sein Filmstudio (Atelierbetriebe Bendestorf) bekannt geworden. Hier wurden einige Heimatfilme (Die Sünderin – mit Hildegard Knef), Das Mädchen Marion, Landarzt Dr. Brock sowie die Krimiserien John Klings Abenteuer und der Nachfolger Cliff Dexter sowie Percy Stuart gedreht. Als Arztpraxis und Wohnhaus von Dr. Brock diente die ehemalige Hofstätte Meins, an deren Stelle sich heute das Boutique Hotel Meinsbur befindet. Ein weiterer Drehort war die Dorfkirche von Egestorf, die in der Serie mehrfach gezeigt wird.

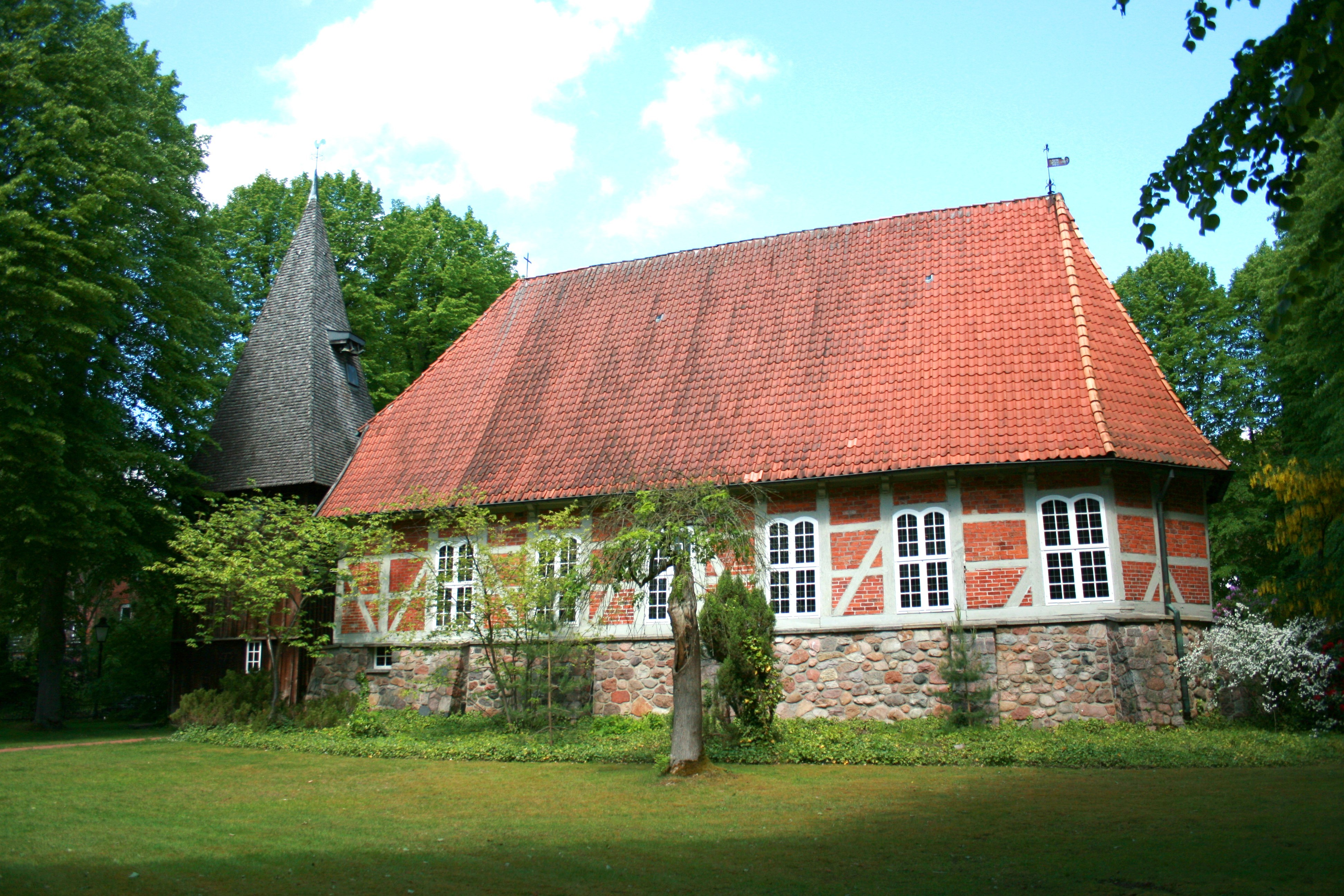
In der Serie mehrmals zu sehen: die Dorfkirche von Egestorf